# Barbara Graham
Pour les articles homonymes, voir Graham.
Barbara Graham (26 juin 1923 – 3 juin 1955) est une criminelle américaine. Elle fut exécutée dans la chambre à gaz de la prison d'État de San Quentin, le même jour que deux de ses complices, Jack Santo et Emmett Perkins, tous trois impliqués dans un cambriolage qui mena au meurtre de Mabel Monoha, une 
veuve de 64 ans, le 9 mars 1953. 
Surnommée "Bloody Babs" par la presse, Graham fut l'avant-dernière (la dernière étant Elizabeth Ann Duncan (en) en 1962) et la troisième femme à être exécutée par gaz en Californie, après Louise Peete (1947) et Juanita Spinelli (en) (1941).
Son histoire criminelle est racontée dans le film de 1958 Je veux vivre ! (I Want to Live!), dans laquelle elle est jouée par Susan Hayward, qui gagna l'Oscar de la meilleure actrice pour son interprétation.